# Betonownia

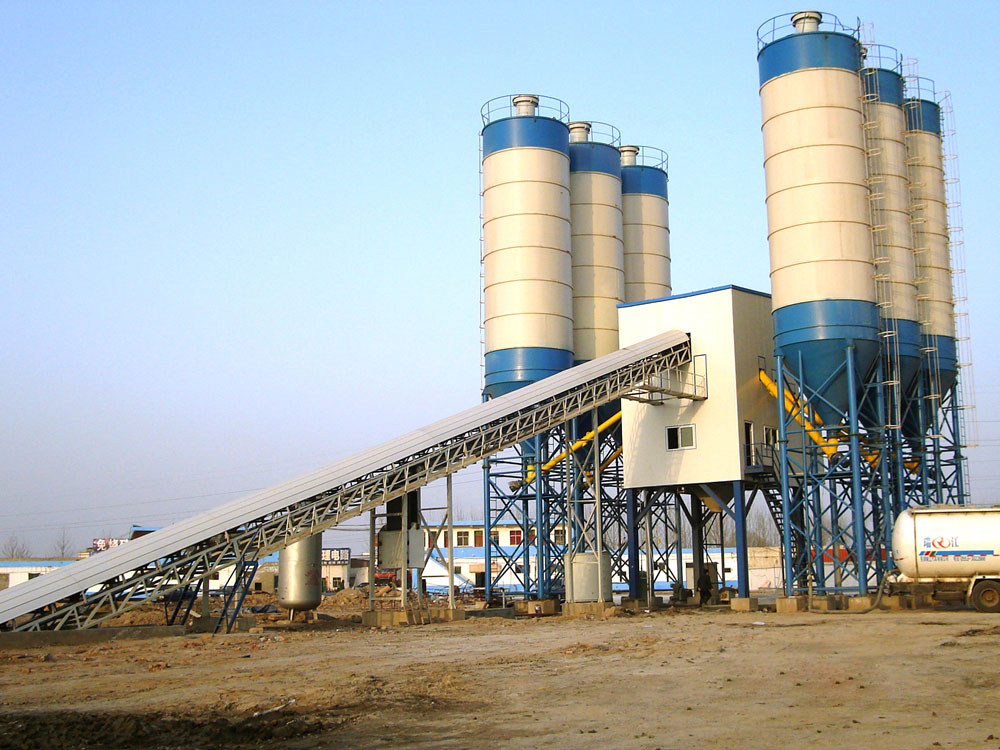
Betonownia

Betonownia – zespół urządzeń przeznaczony do produkcji masy betonowej od etapu pobrania kruszywa, aż do wydania masy betonowej.

## Podstawowe urządzenia betonowni
- składowisko kruszywa
- podajnik kruszywa
- zasobnik kruszywa
- zasobnik cementu
- dozownik kruszywa
- dozownik cementu
- dozownik wody
- betoniarka
- urządzenia sterujące

## Podział
- ze względu na wyodrębniony zasobnik:
  - bezzasobnikowe
  - zasobnikowe

- ze względu na etapy załadowywania betoniarki kruszywem:
  - jednostopniowe (dozowniki usytuowane nad betoniarką)
  - dwustopniowe (dozowniki usytuowane poniżej betoniarki)

- ze względu na możliwości transportowe:
  - przejezdne
  - przestawne
  - stałe

- ze względu na organizację produkcji masy betonowej:
  - przyobiektowe
  - centralne
  - towarowe